# 王虹茵
王虹茵（英語：Sharlene Wong Hung Yan，1994年8月16日—），香港女主持、演員及健身教練，曾為女子藝術體操運動員，曾為無綫電視經理人合約藝員。

## 簡歷
王虹茵為家中獨女，曾就讀觀塘官立小學下午校（2006年第47屆畢業生），小學三年級時因對藝術體操產生興趣，遂開始接受香港體育學院訓練，至六年級已加入香港女子藝術體操代表隊，曾參與《2005年全港學界健美體操比賽》、《第四十九屆體育節全港藝術體操公開比賽》、《第12屆國際普及體操節》等多個全國青少年錦標賽及國際錦標賽；2009年在讀聖母玫瑰書院中三期間更奪得《2009年全國青少年藝術體操錦標賽》青年組紗巾項目第一名、個人全能第四名和授予國家一級運動員資格。
2012年，王虹茵基於身體柔韌程度不足，又需應付2013年的香港中學文憑試而選擇退役；2014年曾獲邀為無綫電視邁向48週年萬千星輝賀台慶《女人俱樂部》呼拉圈表演環節排練。2016年，她完成香港浸會大學國際學院運動及康樂學副學士課程後，再升讀香港浸會大學體育及康樂管理系，由於其體操成就卓越，故獲該校頒發全額獎學金。她於2017及2018年開始分別成為國際體操總會韻律體操教練和無綫電視節目主持，2021年4月亦正式簽約為無綫電視經理人合約藝人，也以高強度間歇訓練兼普拉提導師作副業。

## 演出作品

### 劇集
| 首播                     | 劇名                 | 角色                                          |
| big big channel          |                      |                                               |
| 2018年                   | 我老細唔係人         | 同 事（第5集）                                |
| 無綫電視                 |                      |                                               |
| 2021年                   | 愛·回家之開心速遞    | Chu Chu World（用濾鏡直播的蘇八）（第1326集） |
| 2021年                   | 愛·回家之開心速遞    | 濾鏡群姐（第1457集）                          |
| 2021年                   | 青年心城之撐起青春   | 慧                                            |
| 2022年                   | 青春不要臉           | 盧映紅                                        |
| 2022年                   | 回歸光影頌: 我的驕傲 | 林子君                                        |
| 2023年                   | 黃金萬両             | 美 景                                         |
| 2023年                   | 隱形戰隊             | 瑜伽導師                                      |
| MyTV Gold / TVB Anywhere |                      |                                               |
| 2021年                   | 凶宅清潔師           | 黃小姐                                        |

### 綜藝節目
| 首播            | 節目名                                        | 備註                                                                          |
| 無綫電視        |                                               |                                                                               |
| 2014年          | 萬千星輝賀台慶2014                            | 為M Club表演環節排練                                                          |
| 2018 - 2021年   | #後生仔傾吓偈                                   | 「後生仔」之一 第70集起加入                                                   |
| 2018年          | big big channel大公司周年慶                   | 固定嘉賓                                                                      |
| 2018年          | #後生仔睇完港姐倾吓偈                           | 意見領袖之一                                                                  |
| 2018年          | #後生仔失驚無神賀中秋                         | 固定演出嘉賓                                                                  |
| 2018年          | TVB 50+1周年再出發                            | 固定演出嘉賓                                                                  |
| 2018年          | 萬千星輝賀台慶2018                            | 固定演出                                                                      |
| 2018年          | #後生仔失驚無神賀聖誕                         | 意見領袖之一                                                                  |
| 2018年          | 萬眾同心齊Countdown                           | 固定演出                                                                      |
| 2019年          | 娛樂大家                                      | 演出第16集「辣辣趣片」                                                        |
| 2019年          | 流行都市                                      | 7月12日演出                                                                   |
| 2019年          | 安樂蝸                                        | 8月4日嘉賓                                                                    |
| 2019年          | #後生仔同港姐傾吓偈                             | 意見領袖之一                                                                  |
| 2019年          | #後生仔睇完港姐傾吓偈                           | 意見領袖之一                                                                  |
| 2019年          | #後生仔再同港姐傾吓偈                           | 意見領袖之一                                                                  |
| 2019年          | 香港小姐眾星列陣                              | 200位星級評判之一                                                             |
| 2019年          | 2019年度香港小姐競選決賽                      | 200位星級評判之一                                                             |
| 2019年          | 珍惜香港 發放娛樂 TVB 52年                    | 演出                                                                          |
| 2019 - 2021年   | 一屋後生仔                                    | 意見領袖之一                                                                  |
| 2020年          | #溫哥華後生仔傾吓偈                             | 意見領袖之一                                                                  |
| 2020年          | 你估我唔到                                    | 第3集嘉賓                                                                     |
| 2020年          | 姊妹淘                                        | 活力 KOL 之一                                                                 |
| 2020年          | 熱賣開催+big big動漫節                        | 固定演出                                                                      |
| 2020年          | 萬千星輝賀台慶2020                            | 固定演出                                                                      |
| 2020年          | 衝上雲霄大選                                  | 固定演出                                                                      |
| 2021年          | 開心大綜藝                                    | 演出第6集「我要上台慶」                                                       |
| 2021年          | 明星運動會                                    | 固定演出                                                                      |
| 2021年          | 醫醫，我不想再病了                            | 固定演出                                                                      |
| 2021年          | 萬千星輝賀台慶2021                            | 固定演出                                                                      |
| 2021年          | 不能只有我看到的 便利店追女神食譜             | 第12集嘉賓                                                                    |
| 2022年          | Hands Up                                      | 3月25日（第214集）及4月1日（第221集）以普拉提瑜珈導師身份擔任嘉賓             |
| 2022年          | 貧窮限制想像                                  | 第5集嘉賓                                                                     |
| 2023年          | 新春開運王                                    | 第1集嘉賓                                                                     |
| See See TVB     |                                               |                                                                               |
| 2018年          | 是咁的，麥明詩想話你知…                       | 固定演出 （页面存档备份，存于）                                               |
| 2019年          | 十二都市傳說之摻刺                            | 固定演出（飾演 同事）（页面存档备份，存于）                                   |
| Big Big Channel |                                               |                                                                               |
| 2019年          | 十二快樂傳說 - 四樓有四隻飛碟                 | 固定演出 （（页面存档备份，存于）（页面存档备份，存于）（页面存档备份，存于） |
| 2019年          | 十二快樂傳說 - 香港動植物公園尋珠之旅         | 固定演出 （（页面存档备份，存于）（页面存档备份，存于）（页面存档备份，存于） |
| 2019年          | TVB綜藝節目主題曲邊首最經典？呢首你一定識唱！ | 固定演出 （（页面存档备份，存于）（页面存档备份，存于）（页面存档备份，存于） |

### 主持節目
| 首播            | 節目名                   | 備註 |
| 無綫電視        |                          | |
| 2018 - 2019年   | 今期流行                 | 第二輯（第1 - 13集）與單文柔、張寶兒、伍樂怡、黃碧蓮、魏韵芝、孔德賢、丁子朗、麥凱程及譚焯升一同主持 |
| 2019 - 2020年   | Big Big 小明星           | 2019年7月6日至2020年4月4日與馬俊傑、邱晴及鍾晴一同主持 |
| 2019 - 2021年   | 勁歌金曲                 | 2019年8月10日至2021年4月3日與周志康、林師傑、鄭世豪、謝文欣、譚嘉儀及孔德賢一同主持 |
| 2019 - 2021年   | Think Big 天地           | 3月29日起擔任嘉賓主持4月22日起正式擔任固定主持2019年4月22日至2021年9月11日兼為「Think Big 仔」配音與鍾君揚、馬俊傑、曾展望、何依婷、伍樂怡、邱晴、徐文浩、黃紫恩、梁敏巧、吳佩隆、陳嘉慧、倪嘉雯、陳楨怡及陳煦凝一同主持 |
| 2019年          | 體育新世界               | 3月2日嘉賓主持 |
| 2019年          | 2019勁歌金曲優秀選第二回 | 與林師傑、周志康、謝文欣及孔德賢一同主持 |
| 2020年          | 2020勁歌金曲優秀選第一回 | 與周志康及孔德賢一同主持 |
| 2020年          | 2020勁歌金曲優秀選第二回 | 與周志康及占史一同主持 |
| 2021年          | 2020東京奧運             | J2、直播評述之一 |
| 2021 - 2022年   | 搵鬼去電視城             | 與胡敏芝、黃翠瑩、劉倬昕、布樂文及徐文浩一同主持 |
| 2022年 - 2023年 | 周末集結                 | 第13、26集與徐文浩、陳欣茵、黃婧靈、林正峰、曾展望、劉頌鵬、杜穎珊及黃紫恩一同主持 |
| 2022年          | 呢鋪開乜：開火           | 第1-10集與楊尚友、張寶兒、施焯日及林沚羿、林俊其、廖慧儀一同主持 |
| 2022年          | 關注關注組               | 第1-3集與鄧梓峰、杜穎珊、陳欣茵一同主持 |

### 音樂錄像
- 2018年：鄭俊弘《星光》

### 廣告
| 年份   | 產品 |
| 2017年 | 佳能「EOS M100 美肌自拍相機」 |
| 2018年 | 佳能「EOS M100 × Discover Your Unique Beauty - Sharlene Wong」                                                                                       |
| 2018年 | 克蘭詩「全新水潤活肌保濕系列 - 17次冷熱衝擊 肌膚乾燥缺水元兇」                                                                                       |
| 2019年 | Big Big Shop「Blueidee 掛頸式雙頭風扇、Donelli 意大利罐裝有汽葡萄汁、ANormal 天然清涼噴霧」 （與鄧伊程、李嘉豪、孔德賢、曾展望、羅詠怡及陳欣茵合作） |
| 2019年 | 中銀香港「BoC Pay 積分當錢使，密密掃，密密扣！」 |
| 2019年 | 中銀香港「BoC Bill 綜合收款服務 桌上付款安全快捷」                                                                                                   |
| 2019年 | 中銀香港「BoC Pay 流動應用程式 本地消費 暢通無阻」                                                                                                   |
| 2019年 | 中銀香港「BoC Pay 綁定銀行賬戶 消費繳費都賺分」 |
| 2019年 | 中銀香港「BoC Bill 綜合收款服務 您的商舖管理好幫手」                                                                                                 |
| 2020年 | Big Big Shop「小型冷暖陶瓷暖風機、人感陶瓷暖風機」 （與林正峰及陳欣茵合作）                                                                          |

## 外部連結
- 王虹茵的Facebook專頁
- 王虹茵 Sharlene Wong的Facebook專頁
- 王虹茵的Instagram帳戶
- RGFitness的Instagram帳戶
- YouTube上的Sharlene Wong 王虹茵頻道